# Pelourinho de Raiva
O Pelourinho de Raiva localiza-se em Raiva, na atual freguesia de Raiva, Pedorido e Paraíso, município de Castelo de Paiva, distrito de Aveiro, em Portugal.
Encontra-se classificado como Imóvel de Interesse Público desde 1933.
Trata-se de um monumento quinhentista de granito, composto por um pedestal paralelepipédico, fuste hexagonal e remate piramidal. Não apresenta qualquer elemento decorativo.